# Пердикар
Пердикар е хайдутин от XVII век, действал в Южна Македония.

## Биография
Роден е в южномакедонския град Негуш, днес Науса, Гърция. Заедно с Калогир оглавява дружина от 13 души, която действа в Каракамен над Негуш и Бер. Дружината се споменава за пръв път през юли 1669 година, но има данни, че е действала много години преди това. Членове на дружината се споменават за последен път в януари 1682 година. Преследването на дружината е оглавено от Иван Теодос, мартолозбашия, определен да преследва хайдутите в Берско и от забита на Бер Омер ага. Постепенно всички хайдути в дружината са заловени и обесени.
Хайдути от дружината продължават да действат и след смъртта на техните арамбашии. На 3 януари 1882 година е обесен последният известен член на дружината Паску Коста.
Чета на Пердикар
| Име            | От                       | Околия            | Бележка                                                       |
| -------------- | ------------------------ | ----------------- | ------------------------------------------------------------- |
| Коста Димо     | овчар в Берския манастир | Берско            | действал от ноември 1668, обесен през юни 1669 г.             |
| Панайот Графа  | Кустохор                 | Берско            | обесен на 19 юни 1670 г.                                      |
| Христо Влаху   |                          | Джума Пазар кааза | не е известно да е залавян                                    |
| Димо Влаху     |                          | Джума Пазар кааза | не е известно да е залавян                                    |
| Стоян Йован    | Делиман                  | Берско            | заловен и осъден на смърт на 13 април 1671 г.                 |
| Полизо         |                          |                   | обезглавен през лятото на 1671 г.                             |
| Андрея Шербети | Негуш                    | Берско            | заловен и осъден на смърт чрез обесване на 30 ноември 1671 г. |
| Пандели Димо   | Флория                   | Берско            | осъден на смърт през март 1673 г.                             |
| Mocxy Кириак   | Неокастро                | Берско            | осъден на смърт чрез обесване на 7 април 1673 г.              |
| Кириак Йован   | Бошова                   | Берско            | обесен на 25 април 1673 г.                                    |
| Пасху Коста    | Ставрос                  | Берско            | обесен през януари 1682 г.                                    |